# Anthenoides lithosorus
Anthenoides lithosorus är en sjöstjärneart som beskrevs av Fisher 1913. Anthenoides lithosorus ingår i släktet Anthenoides och familjen ledsjöstjärnor. Inga underarter finns listade i Catalogue of Life.